# Jean Saidman
Jean Saidman, né le 19 novembre 1897 à Fălticeni (Roumanie) et mort le 6 juillet 1949 à Aix-les-Bains, est un médecin radiologue roumain naturalisé français en 1919.
Spécialiste de l'actinothérapie (usage thérapeutique des rayons ultraviolets et infrarouges), premier président de la Société française de photobiologie, il imagina plusieurs dispositifs novateurs : le sensitomètre cutané, la plage artificielle dont il fit construire un premier exemplaire dans son Institut d'actinologie, et surtout trois extraordinaires solariums tournants qu'il fit bâtir à Aix-les-Bains en 1930, à Vallauris (ouvert le 29 décembre 1934), ainsi qu'à Jamnagar en Inde. Seul, le bâtiment indien subsiste de nos jours.